# 지구 코로나

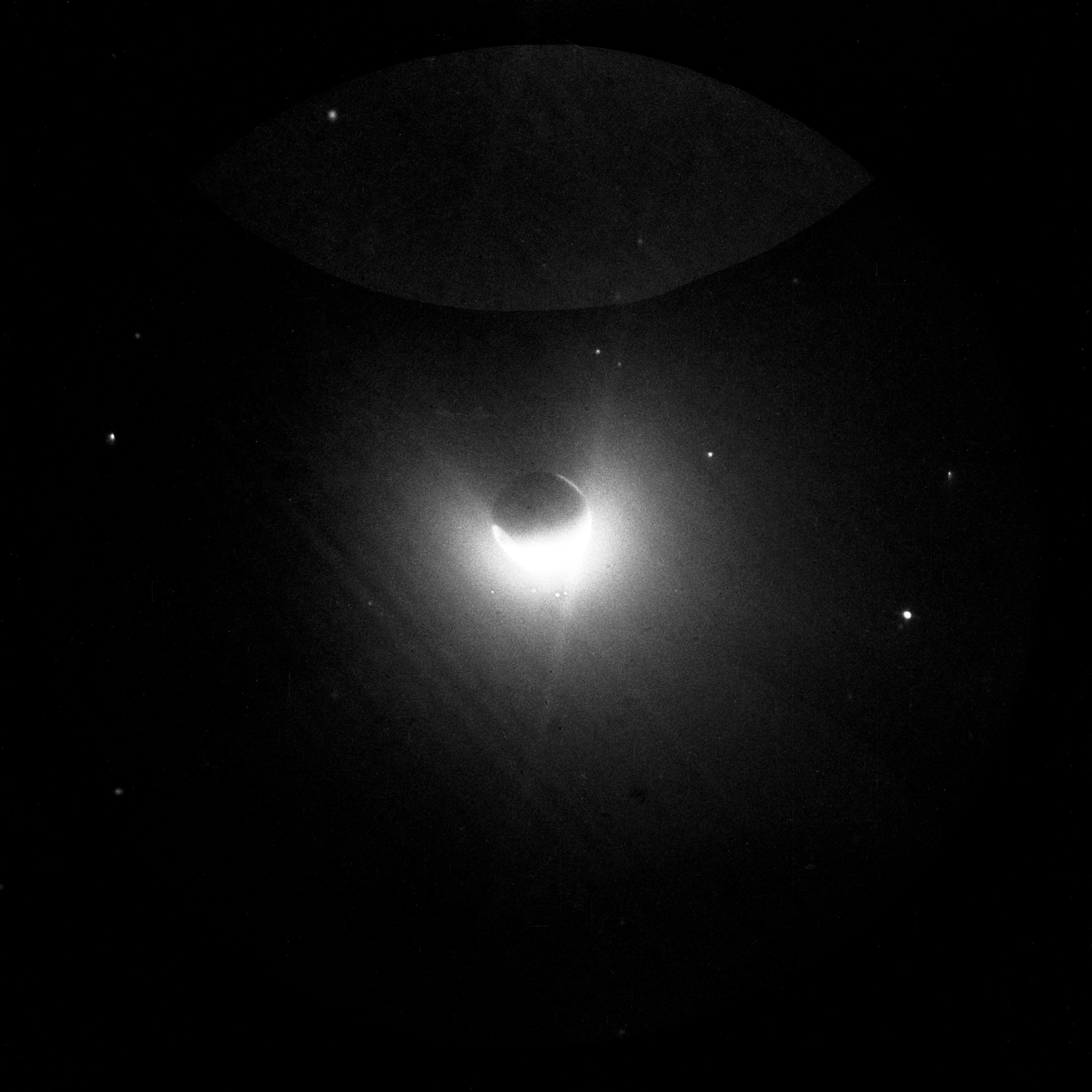
달에서 본 지구와 지구 코로나. 달에서 아폴로 16호 우주비행사가 촬영한 자외선 사진.

지구 코로나(地球 corona)는 지구 대기권의 가장 바깥 부분인 외기권의 빛나는 부분이다. 주로 태양의 원자외선광(라이먼 알파)이 중성 수소에 의해 산란되는 것이 보이게 된다. 권역은 적어도 15.5 지구 반경에서 시작해 최대 100지구 반경까지 이어지는 것으로 보인다. 지구 코로나는 우주 공간에서 아스트리드 인공위성과 갈릴레오 우주선 등의 지구 접근통과 중에 자외선 분광기(UVS)를 이용해 연구되었다.

## 같이 보기
- 코로나
- 지자기폭풍